# Ейвон (Північна Кароліна)
Ейвон (англ. Avon) — переписна місцевість (CDP) в США, в окрузі Дер штату Північна Кароліна. Населення — 832 особи (2020).

## Географія
Ейвон розташований за координатами 35°20′44″ пн. ш. 75°30′21″ зх. д. / 35.34556° пн. ш. 75.50583° зх. д. (35.345527, -75.505956).  За даними Бюро перепису населення США в 2010 році переписна місцевість мала площу 6,24 км², з яких 6,10 км² — суходіл та 0,14 км² — водойми.

### Клімат
Громада знаходиться у зоні, котра характеризується вологим субтропічним кліматом. Найтепліший місяць — липень із середньою температурою 25 °C (77 °F). Найхолодніший місяць — січень, із середньою температурою 6.7 °С (44 °F).
| Клімат Ейвона           | Клімат Ейвона | Клімат Ейвона | Клімат Ейвона | Клімат Ейвона | Клімат Ейвона | Клімат Ейвона | Клімат Ейвона | Клімат Ейвона | Клімат Ейвона | Клімат Ейвона | Клімат Ейвона | Клімат Ейвона | Клімат Ейвона |
| Показник                | Січ.          | Лют.          | Бер.          | Квіт.         | Трав.         | Черв.         | Лип.          | Серп.         | Вер.          | Жовт.         | Лист.         | Груд.         | Рік           |
| Абсолютний максимум, °C | 29,4          | 31,1          | 31,7          | 35,6          | 36,7          | 37,8          | 42,8          | 44,4          | 42,8          | 37,2          | 32,2          | 34,4          | 44,4          |
| Середній максимум, °C   | 11            | 12            | 14            | 18            | 23            | 26            | 28            | 28            | 26            | 22            | 17            | 13            | 19            |
| Середня температура, °C | 7             | 8             | 11            | 15            | 19            | 23            | 25            | 25            | 23            | 18            | 13            | 9             | 16            |
| Середній мінімум, °C    | 4             | 4             | 7             | 11            | 16            | 20            | 22            | 22            | 20            | 15            | 10            | 5             | 13            |
| Абсолютний мінімум, °C  | −1,7          | −1,7          | −0,6          | −0,6          | 3,9           | 3,3           | 9,4           | 4,4           | 5             | 0,6           | −3,9          | −1,7          | −3,9          |
| Норма опадів, мм        | 118           | 104           | 112           | 87            | 95            | 109           | 143           | 151           | 140           | 121           | 106           | 117           | 1402          |
| Днів з опадами          | 5             | 6             | 5             | 4             | 3             | 1             | 0             | 1             | 1             | 2             | 3             | 5             | 36            |
| ----------------------- | ------------- | ------------- | ------------- | ------------- | ------------- | ------------- | ------------- | ------------- | ------------- | ------------- | ------------- | ------------- | ------------- |
| Джерело: Weatherbase    |               |               |               |               |               |               |               |               |               |               |               |               |               |

## Демографія
Згідно з переписом 2010 року, у переписній місцевості мешкало 776 осіб у 360 домогосподарствах у складі 230 родин. Густота населення становила 124 особи/км².  Було 1649 помешкань (264/км²).
Расовий склад населення:
| - 98,2 % — білих - 0,1 % — вихідців з тихоокеанських островів - 0,1 % — корінних американців - 0,1 % — чорних або афроамериканців |

До двох чи більше рас належало 0,6 %. Частка іспаномовних становила 7,5 % від усіх жителів.
За віковим діапазоном населення розподілялося таким чином: 13,5 % — особи молодші 18 років, 65,2 % — особи у віці 18—64 років, 21,3 % — особи у віці 65 років та старші. Медіана віку мешканця становила 50,1 року. На 100 осіб жіночої статі у переписній місцевості припадало 106,9 чоловіків;  на 100 жінок у віці від 18 років та старших — 113,0 чоловіків також старших 18 років.
Середній дохід на одне домашнє господарство  становив 66 868 доларів США (медіана — 56 406), а середній дохід на одну сім'ю — 75 760 доларів (медіана — 64 566). За межею бідності перебувало 6,5 % осіб, у тому числі 0,0 % дітей у віці до 18 років та 4,6 % осіб у віці 65 років та старших.
Цивільне працевлаштоване населення становило 608 осіб. Основні галузі зайнятості: будівництво — 28,9 %, фінанси, страхування та нерухомість — 16,8 %, транспорт — 11,3 %, науковці, спеціалісти, менеджери — 10,7 %.